# Betty af Brantevik, Oxelösund
Betty af Brantevik var ett segelfartyg byggt av trä som efter att ha stött emot Västra Korpen i mycket grov sjö sjönk 1931 vid Hävringe nära Oxelösund och Norrköping. Lasten utgjordes av säd och vete. Vraket ligger nu på 25 meters djup och är i extremt välbevarat skick. Masterna är bortplockade, men skrov, bogspröt, däcksluckor och däckshus är nästan helt intakta.

## Förlisningen
Betty var på väg till Norrköping med spannmål från Helsingborg. Utanför inloppet till Bråviken skulle fartyget få lotsassistans. Men sjön var så grov att lotsen Manne Andersson inte kunde ta sig ombord när de skulle gå in mellan Hävringe och Västra Korpen. Han och mästerlotsen Albert Ahlin, samt extralotsarna G. H. Nilsson och N. A. Eriksson fick gå framför Betty för att leda henne in genom sundet. Den grova sjön gjorde det omöjligt för Betty att komma igenom. Hon stötte emot Västra Korpen och började ta in vatten. Besättningen räddades via linor över till lotsbåten som låg och assisterade. Betty gick till botten strax efter midnatt den 4 december 1931.

## Referenser

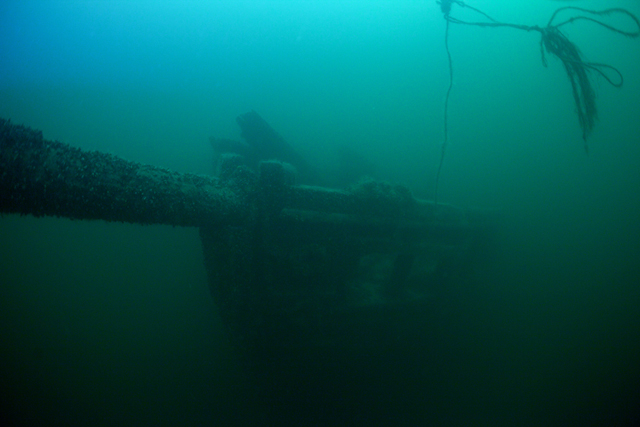
Betty af Bratenvik framifrån.
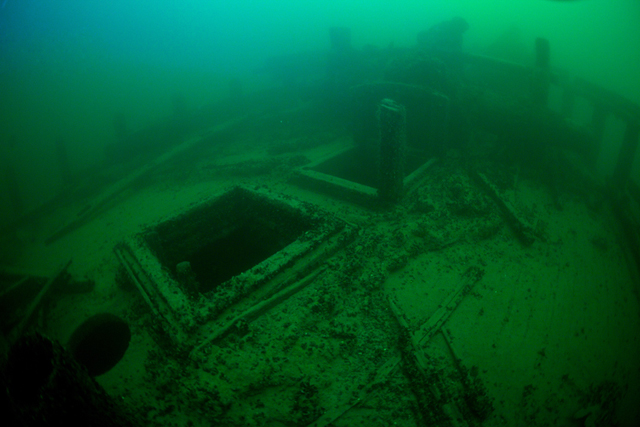
Betty af Bratenvik, överblick av fördäck.
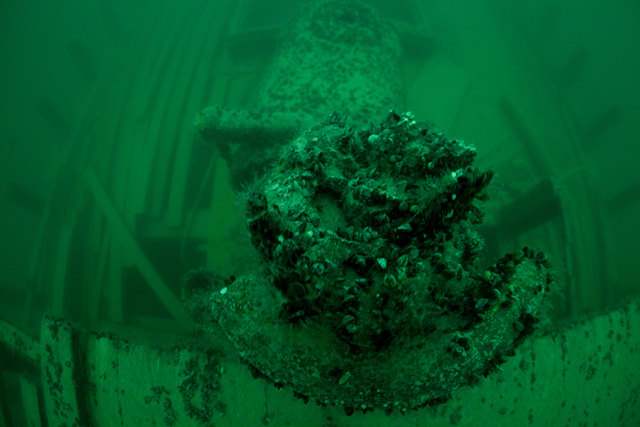
Betty af Bratenvik, en av de knäckta mastfästena.
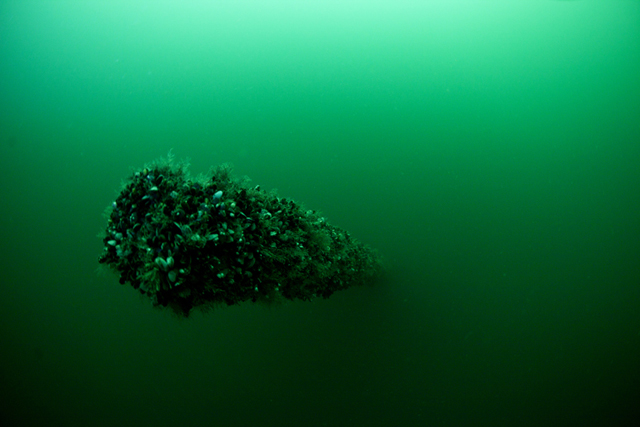
Betty af Bratenvik, bogspröt.